# Bédeilhac-et-Aynat
Bédeilhac-et-Aynat é uma comuna francesa na região administrativa de Occitânia, no departamento de Ariège.